# Cucullia edificans
Cucullia edificans là một loài bướm đêm trong họ Noctuidae.